# Gondrand
Die Gondrand-Gruppe, Mitglied der Nordic Transport Group (NTG), einem Transportunternehmen mit Hauptsitz in Dänemark, ist ein internationaler Logistikdienstleister für Landtransporte, Seefracht, Luftfracht und Kontraktlogistik.   
In den vergangenen 150 Jahren hat sich Gondrand von einer traditionellen Spedition zum weltweit agierenden Anbieter integrierter Logistiklösungen entwickelt. Die Gondrand-Gruppe hat ihren Hauptsitz in Basel (Schweiz) und zusammen mit NTG über 100 Büros in 26 Ländern.  

## Geschichte
Die Gruppe gehört zu den ältesten Speditionsunternehmen Europas. Im Jahre 1866 wurde Gondrand in Mailand gegründet. Durch Wachstum des Unternehmens konnte 1902 eine Aktiengesellschaft mit Hauptsitz in Brig (Schweiz) gegründet werden. Später verlagerte das Unternehmen seinen Standort nach Basel, wo sich noch heute der Hauptsitz befindet.  

### Geschichtsdaten
- 1866 	Gründung von Gondrand in Mailand durch die Gebrüder Gondrand
- 1872	Gründung von Gondrand & Mangili in Deutschland, heute ATEGE GmbH
- 1881 	Gondrand hat 16 Büros in Europa
- 1890 	In Mailand verfügt Gondrand über einen Fuhrpark mit über 350 Pferden
- 1902 	Gründung von Gondrand Schweiz in Brig
- 1919 	Umbenennung der Firma in Gondrand Frères durch die Gebrüder Gondrand
- 1946	Gründung der Traffic BV in den Niederlanden, heute Gondrand Traffic BV
- 1982	Eröffnung des ersten Büros in den USA
- 1990	Nach dem Fall des „Eisernen Vorhangs“ Gründung von Gesellschaften in Tschechien und Ungarn
- 2001	Go-Trans, die Tochtergesellschaft in Asien, wird in Hongkong, China und Taiwan registriert
- 2003	Akquisition des Messespediteurs Sempex in Basel (Schweiz)
- 2007	Akquisition der Stella Transport AB in Schweden
- 2018	Nordic Transport Group A/S übernimmt die Schweizer Gondrand Gruppe

### Standorte weltweit
- VR China
- Deutschland
- Hongkong
- Italien
- Niederlande
- Tschechische Republik
- Schweiz
- Ungarn